# 악마의 소굴

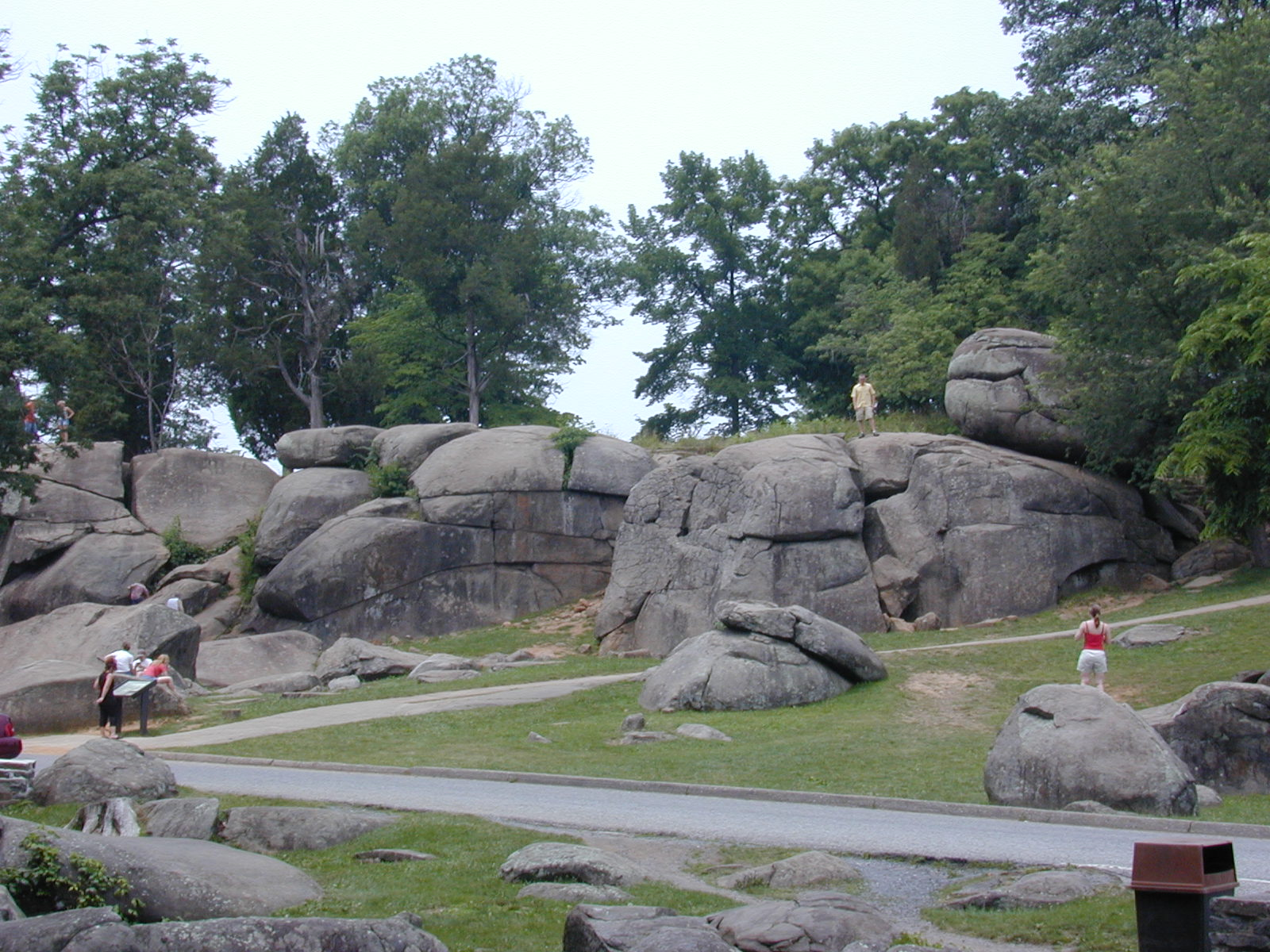
2004년에 찍힌 악마의 소굴. 돌아다니는 관광객들과 크기를 비교하면 대충 어느 정도인지 짐작이 간다.

악마의 소굴은 게티즈버그의 남쪽 지형에 붙은 별명으로, 남북 전쟁 중 게티즈버그 전투 당시 격렬한 전투가 벌어졌던 곳이다.

## 개요
악마의 소굴은 리틀 라운드 탑에서 서쪽으로 직진하여 플럼 강 계곡(병사들에게는 "죽음의 계곡"으로 알려졌다) 건너 후크 능선의 최남단에 있는 관목으로 뒤덮인 바위 언덕 지대다. 악마의 소굴 중앙부는 둥글고 육중한 돌덩어리들이 노출되어 있다. 이 화강암과 생긴 게 비슷한 화성암은 지질학자들에게는 "게티즈버그 암석층"이라고 알려진 휘록암 암석층이 노출된 것으로, 전체 넓이가 약 1마일, 두께 1,800 피트이고 게티즈버그 전장을 가로질러 40마일가량 뻗어 있다. 180만 년 이전에 그 지역을 뒤덮고 있는 사암과 이판암 지층 안쪽이나 그 밑에서 형성되었고, 그시간 동안 이미 존재하고 있는 지층 위로 솟아올라 만들어졌다. 지층은 균열 및 균열에 있는 주기적으로 결빙되는 물에 노출된 곳에서, 악마의 소굴을 뒤덮은 암석들은 오랜 세월 풍화되어 여러 개의 조각으로 갈라졌다.
"악마의 소굴(Devil's Den)"이란 이름의 기원은 명확한 것이 없다. 이름에 대해 언급하고 있는 모든 문서들은 전투 이후에 작성된 것들로서, 다만 존 B. 베첼더가 1873년에 쓴 여행안내서 "게티즈버그:무엇을 보고, 어떻게 볼 것인가"에서 "전투가 있기 이전에 지역 주민들이 불렀던 이름"이라고 주장한 적은 있었다. 지역 주민인 에마뉴엘 부쉬맨의 이야기에 따르면, 1884년에 처음 작성된 문서에서 "괴물 뱀"이 거기에 살았다고 주장하고, 절대 잡히지 않았고 그래서 전설이 되었다고 한다. 전투 후에 병사들은 생긴 모양때문에 "Devil's Cave" 또는 "Devil's Den"라고 부르기 시작했다고 증언했다. 느슨하게 굴러떨어진 둥근 돌은 자연 동굴 몇 개를 형성하고 있다. 이것들이 "den"(소굴)이란 이름이다. 가장 높은 바위에서 둘러보면 빗물 저장소로 사용된것 같은 움푹 패인 지형이 있다. 더 높은 지형에서 봤을때, 그 침하지대는 커다란 뿔 달린 박쥐가 날라다니는 것 같다. 이게 "devil"이란 이름이다. 바위 사이에 난 자연 동굴과 회랑은 전투 내내 양측 저격수들에게는 은신처가 되어 주었다. 19세기 말에 "Devil`s Den"(악마의 소굴)이란 이름은 보편적인 것이 되었다.

## 게티즈버그 전투와 악마의 소굴
이 지형은 1863년 7월 2일 제임스 롱스리트리트 중장이 지휘하는 남군 북버지니아군 1군단이 이 지형을 지나 공격을 가한 게티즈버그 근처에서 벌어진 2일째 전투에서 중요한 역할을 했다. 존 벨 후드 소장 사단이 수행한 돌격은 북군 포토맥군의 좌익을 향해 돌격했고, 악마의 소굴 뿐만 아니라 고지대인 리틀 라운드 탑을 공격했다. 악마의 소굴은 북군 3 군단 소속 데이비드 B. 버니 소장 사단이 지키고 있었고, 5군단의 지원을 받았다.

## 악마의 소굴의 저격수

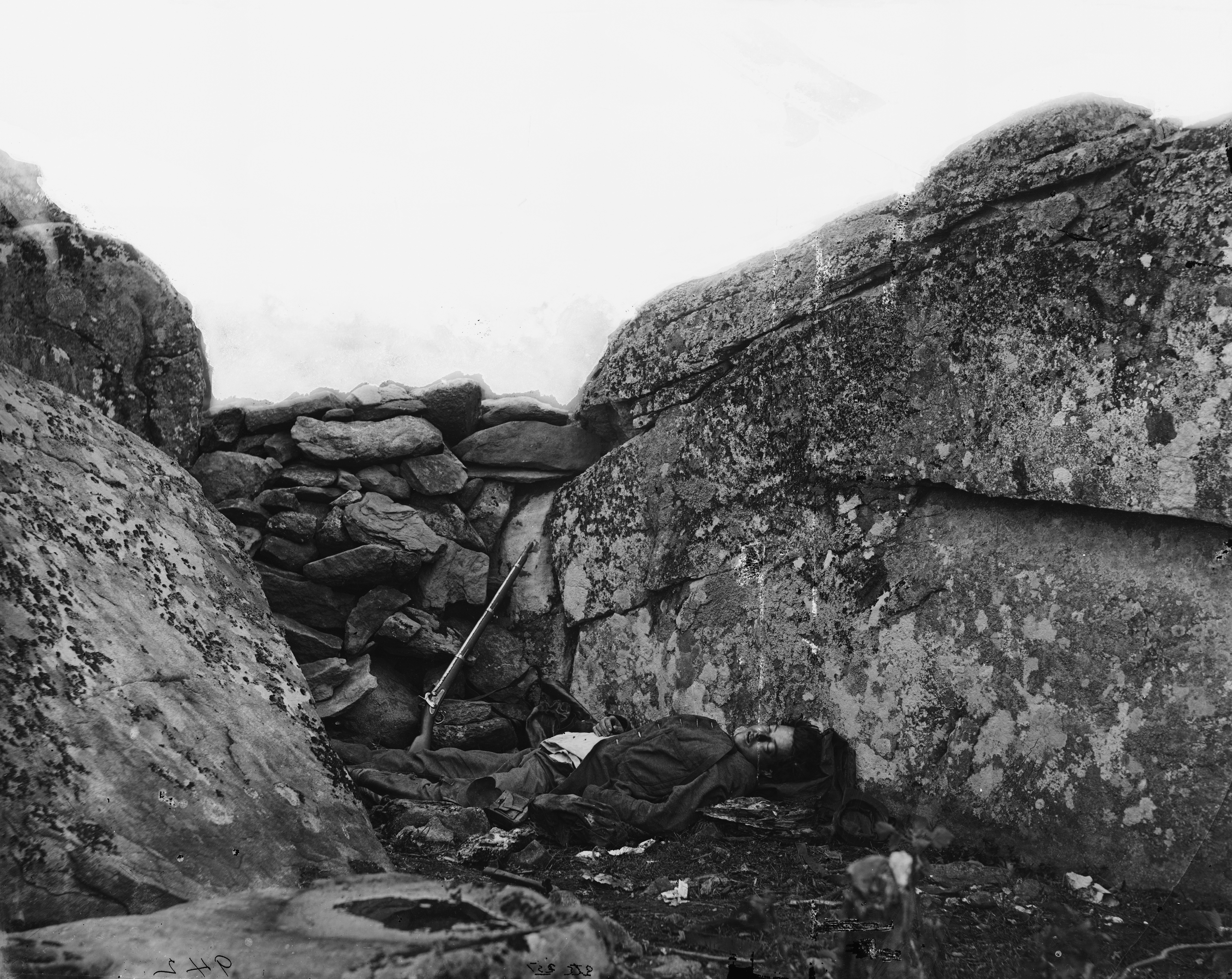
악마의 소굴에 버려진 남군 저격수의 시체.

오늘날 대중적 관심은 대개 전투 막바지에 저격수(sharpshooter)들의 활동에만 쏠린다. 사실 악마의 소굴은 저격수들 사이에서는 2일째 전투때 있었던 특별한 일때문에 전설같은 곳이 되었다. 남군 저격수가 위치를 잡고 북군 포병대를 괴롭혀서 포격을 못하게 했던 것이다.
리틀 라운드 탑에서 흥미로운 사건 중에서 저격수가 악마의 언덕 후방에 배치된 일이 있었다. 그는 2개의 바위 덩이 사이에 세워진 돌담 뒤에 몸을 숨겼고, 오랫동안 우리는 그 방향에서 날라오는 저격에 시달렸고, 그가 쏜 총알 중 한 발이 내 머리와 왼쪽 귀를 스쳐 지나가 나 대신에 나보다 뒤에 서 있던 키 작은 어떤 병사의 어깨를 관통했다. 드디어 우리는 쌍안경을 사용할 수 있는 장소를 잡을 수 있었고, 거기서부턴 저격은 우리 머리를 지나가는 소리를 앞질러 화약 연기로 다가왔다. 우리는 대포에 장탄하고 조심스럽고 정확하게 조준했다. 발사된 포탄은 두 개의 바윗 덩어리 중에서 한 개의 앞쪽에 작렬했다. 그리고 나서부터 그 방향에서 더 이상 저격이 없기에, 우리는 그 한 방으로 저격병을 멀리 날려버렸다고 생각했다.전투가 끝나고 우리가 악마의 언덕을 한 바퀴 돌때, 바위 뒤에서 베낭을 등 밑에 깔고 엎드려 죽어 있는 남군 병사를 발견했다. 우리는 그 시체를 샅샅이 뒤졌지만 시체에는 어떤 휘장도 없었고, 바위 바로 앞에 포탄이 명중했을 때 죽었다고 믿었다. — 아우구스투스 P. 마틴 대위, 게티즈버그 전투 당시 북군 5 군단 포병대 지휘관, 게티즈버그 편찬자, 1899년 10월 24일

## 참고 문헌
- Adelman, Garry E., and Smith, Timothy H., Devil's Den: A History and Guide, Thomas Publications, 1997, ISBN 1-57747-017-6.